# Avril 2001

## Événements
- Avril : découverte du rôle l'hepcidine comme l’hormone principale de la régulation de l’homéostasie du fer dans l’organisme par une équipe de chercheurs de l’Institut Cochin en collaboration avec des chercheurs de l’unité Inserm 409 (hôpital Bichat) suscitant un nouvel espoir comme traitement préventif de l’hémochromatose.

- 1er avril : 
  - Le légendaire WrestleMania X7 (17)
  - Collision entre un Lockheed EP-3 et un Shenyang J-8 près de Haïnan en République populaire de Chine ;
  - l'écossais David Coulthard (McLaren-Mercedes) remporte le Grand Prix du Brésil devant les Allemands Michael Schumacher (Ferrari) (2e) et Nick Heidfeld (Sauber-Petronas) (3e) ;
  - Dale Jarrett remporte la course Harrah's 500 en NASCAR Winston Cup.
- 11 avril : plus large victoire de l'histoire du football international[1],[2] : Australie 31-0 Samoa Américaines

- 15 avril (Formule 1) : Grand Prix de Saint-Marin.
- 16 avril : signature par 800 délégués de partis Verts de la Charte des Verts mondiaux à Canberra en Australie.
- 18 avril : en Kabylie (Algérie), l’assassinat d’un jeune par la gendarmerie à Beni Douala provoque plusieurs mois d’émeutes: le Printemps noir. La répression fera au total 123 morts et des milliers de blessés.
- 19 au 21 avril :  Sommet des Amériques de Québec

- 24 avril : Charles de Foucauld est proclamé vénérable par Jean-Paul II.
- 26 avril : Jun’ichirō Koizumi du PLD devient premier ministre du Japon.
- 28 avril : le millionnaire américain Dennis Tito devient le premier touriste de l'espace, à bord du Soyouz TM-32. Il redescend sur terre le 6 mai.
- 29 avril (Formule 1) : Grand Prix automobile d'Espagne.

## Naissances
- 1er avril : 
  - Mountassir Lahtimi, footballeur marocain
  - Oleksiy Sych, footballeur ukrainien
  - Gabriel Teixeira, footballeur brésilien.
- 3 avril :
  - Lili Buchoux, gardienne internationale française de rink hockey
  - Shan Yilin, biathlète handisport chinoise
- 4 avril : David Strelec, footballeur slovaque
- 7 avril :
  - Morten Frendrup, footballeur danois
  - Trinity Thomas, gymnaste rythmique américaine
  - Parvina Samandarova, judokate handisport ouzbèke
  - Kayla Sanchez, nageuse canadienne
- 6 avril : Tobias Björnfot, joueur suédois de hockey sur glace
- 9 avril : Aleksander Paluszek, footballeur polonais
- 10 avril : Lukáš Červ, footballeur tchèque
- 12 avril : Oh Hyun-gyu, footballeur sud-coréen
- 13 avril : Noah Katterbach, footballeur allemand
- 16 avril : Malthe Højholt, footballeur danois
- 17 avril : Shin Ryujin, membre du groupe Itzy
- 19 avril : 
  - Gustav Isaksen, footballeur danois
  - Raphael Onyedika, footballeur nigérian
  - Micky van de Ven, footballeur néerlandais
- 21 avril : 
  - Borisav Burmaz, footballeur serbe
  - Sada Nahimana, joueuse de tennis burundaise
- 23 avril : 
  - Nathan Harriel, footballeur américain
  - Gastón Verón, footballeur argentin
- 24 avril : Luis Vázquez, footballeur argentin
- 28 avril : 
  - Kai Cipot, footballeur slovène
  - Franco Ibarra, footballeur argentin
- 29 avril : Josef Baccay, footballeur norvégien
- 30 avril : 
  - Nathan Collins, footballeur irlandais
  - Martin Moormann, footballeur autrichien

## Décès
- 7 avril : David Graf, acteur américain (° 16 avril 1950).
- 8 avril : Nello Lauredi, coureur cycliste français d'origine italienne (° 5 octobre 1924).
- 9 avril : Jérôme Lindon, éditeur français (° 9 juin 1925).
- 10 avril : Jean-Gabriel Albicocco, réalisateur français (° 15 février 1936).
- 11 avril : Kamal Ranadive, chercheuse biomédicale indienne (° 8 novembre 1917).
- 12 avril : Mahmoud Tounsi, écrivain et peintre tunisien (° 13 décembre 1944).
- 15 avril : Joey Ramone, chanteur américain (° 19 mai 1951).
- 19 avril :
  - André du Bouchet, poète français (° 7 mars 1924).
  - Graziella Sciutti, cantatrice italienne (° 17 avril 1927).
- 20 avril :
  - Cino Cinelli, coureur cycliste italien (° 9 février 1916).
  - Irène Joachim, soprano française (° 13 mars 1913).
- 23 avril : David Walker, astronaute américain (° 20 mai 1944).
- 25 avril :
  - Michele Alboreto, coureur automobile italien (° 23 décembre 1956).
  - Rafael Girón, matador vénézuélien (° 1er novembre 1937).
- 28 avril : Ken Hughes, réalisateur, scénariste de films pour la télévision, romancier, scénariste et producteur britannique (° 19 janvier 1922).